# Gambialoa accidentalis
Gambialoa accidentalis är en insektsart som beskrevs av Irena Dworakowska 1981. Gambialoa accidentalis ingår i släktet Gambialoa och familjen dvärgstritar. Inga underarter finns listade i Catalogue of Life.